# Hazel Massery
Hazel Bryan Massery (Estados Unidos, 31 de enero de 1942) fue una antigua estudiante en Little Rock Central High School durante el movimiento por los derechos civiles de Estados Unidos (1954-1968). Una fotografía icónica la muestra protestando a Elizabeth Eckford, una de los miembros de Little Rock Nine durante la crisis de integración escolar. Décadas más tarde, ella intentó enmendar su comportamiento, y tuvo una breve amistad con Eckford.

## Incidente de Little Rock High School
El 4 de septiembre de 1957, nueve estudiantes negros, incluyendo a Elizabeth Eckford, asistieron a la Escuela media de Little Rock, convirtiéndose en el primer alumnado negro de la escuela. En camino a la escuela, un grupo de chicas adolescentes blancas siguió a Eckford, gritando "Two, four, six, eight! We don't want to integrate!" ("Dos, cuatro, seis, ocho! No queremos integrarlas!"). Una de estas chicas era Hazel Bryan. Benjamin Fine, periodista del New York Times más tarde la describió: "chillando como loca, como esas jóvenes que se desmayan de histeria, al ver a Elvis Presley." Supuestamente Bryan también habría gritado, "¡Vuélvete a tu país, negrata! ¡Vuélvete a África!"
Cuando la foto se publicó, Hazel empezó a recibir cartas de odio. Los padres de Hazel, alarmados, la sacaron de la escuela. La joven dejó su nueva escuela a los 17 años, casándose con Antoine Massery y empezando una familia. Después de que aquello, su actitud hacia Martin Luther King y la desegregacion cambió.
En 1963, habiendo cambiado su opinión acerca de la integración y sintiendo vergüenza por haber sido desconsiderada, Bryan contactó a Eckford para disculparse. Después de esta primera reunión, Eckford no nombró a Bryan cuándo los reporteros preguntaron quien era la chica en la foto. Bryan también había comenzado a hacer servicio social, con la esperanza de recuperar su reputación, pero esto no sucedió hasta 1997, cuando se celebraron los 40 años de desegregación de la escuela. Will Count, el periodista que tomó la famosa fotografía, consiguió reunir a Elizabeth y Hazel nuevamente.

## Amistad con Elizabeth Eckford
Aunque se sintieron incómodas cuando se conocieron por primera vez, Eckford y Bryan se amistaron más adelante: 

Ellas iban a espectáculos de flores juntas, compraban telas juntas, tomaban baños minerales y se hacían hacer masajes juntas, aparecían en documentales y le hablaban a grupos escolares juntas. Como Elizabeth nunca había aprendido a conducir, Hazel bromeaba diciendo que se había convertido en el chófer de Elizabeth. Cada vez que algo costaba dinero, Hazel pagaba; era incómodo para Elizabeth, que tenía problemas para explicarle a la gente lo pobre que era.

Pero la amistad no duró. Eckford empezó a creer que Bryan quería que ella se olvidara del racismo -que se "curara"-, que se sintiera menos mal para poder ella sentirse menos responsable. Los otros ocho miembros de Little Rock Nine tampoco querían que esta amistad continuara, por lo que en 1999 fue disuelta cuando Elizabeth Eckford escribió las siguientes palabras en la pared de la escuela: "La verdadera reconciliación sólo puede ocurrir cuando reconocemos el dolor presente en el pasado compartido con honestidad."